# NGC 4571
NGC 4571 = IC 3588  ist eine spiralförmige Zwerggalaxie mit ausgedehnten Sternentstehungsgebieten vom Hubble-Typ Sc im Sternbild Haar der Berenike am Nordsternhimmel. Sie ist schätzungsweise 50 Millionen Lichtjahre von der Milchstraße entfernt, hat einen Durchmesser von etwa 60.000 Lj und ist unter der Katalognummer VVC 1696 als Teil des Virgo-Galaxienhaufens gelistet.

Im selben Himmelsareal befinden sich u. a. die Galaxien NGC 4588, IC 3521, IC 3576, IC 3591.
Das Objekt wurde am 14. Januar 1787 von dem Astronomen William Herschel mithilfe seines 18,7 Zoll-Spiegelteleskops entdeckt.
Die Entdeckung eines Cepheids mithilfe des Canada-France-Hawaii Telescope im Jahr 1994 erlaubte die Entfernungsbestimmung und die Zuordnung zu dem Virgo-Galaxienhaufen.